# 杨胜群
杨胜群（1951年—），汉族，中华人民共和国政治人物、第十一届全国政协委员。
加入中国共产党，担任十一届全国政协教科文卫体委员会副主任、中共中央文献研究室副主任。2008年，当选第十一届全国政协委员，代表社会科学界，分入第三十三组。并担任教科文卫体委员会副主任。